# Хаслохбах
Хаслохбах (нем. Haslochbach) — река в Германии, протекает по земле Бавария. Длина реки — 13 км.
Хаслохбах берёт начало в лесах западнее деревни Рорбрунн. Пересекает автодорогу E41, течёт на юг. Впадает в Майн в районе деревни Хаслох.
Название связано с немецкими словами Hasel (лещина) и Bach (ручей), то есть Хаслохбах — это ручей, по берегам которого произрастают кусты лещины. Река дала название коммуне Хаслох.